# Orlando Brown Jr.
Orlando Claude Brown Jr. (Baltimore, Maryland, 2 de mayo de 1996) más conocido como Orlando Brown Jr., es un jugador profesional estadounidense de fútbol americano que se desempeña en la posición de offensive tackle en Cincinnati Bengals, equipo de la National Football League (NFL).

## Carrera
Fue seleccionado en la tercera ronda en la Reunión Anual de Selección de Jugadores de la NFL de 2018. Hizo su debut profesional con el equipo Baltimore Ravens, en el cual jugó tres temporadas (2018-2021), después pasó a Kansas City Chiefs (2021-2023), luego a Cincinnati Bengals, donde lleva jugando una temporada.